# Pasul Roncevaux
Pasul Roncevaux (spaniolă :Puerto de Ibañeta; franceză :Col de Roncevaux; bască: Ibañetako Mendatea) este o trecătoare montană înaltă (1057 m) din munții Pirinei în apropriere de granița dintre Franța și Spania. Pasul este situat lângă Roncesvalles (Spania) și Saint-Jean-Pied-de-Port (Franța).
Conform Cântecului lui Roland, este locul unde Roland a murit alături de întreaga ariergardă francă în bătălia din pasul Roncevaux din 778, un punct în istoria bascilor ce a condus la fondarea Regatului de Pamplona. În apropriere se găsește o piatră comemorativă pe locul unde, conform tradiției, Roland și-a dat sufletul.